# 로쿠고촌 (시즈오카현 오가사군)
로쿠고촌(일본어: 六郷村)은 일본 시즈오카현, 기토군·오가사군에 있던 촌이다. 현재의 기쿠가와시에 해당한다.

## 역사
- 1889년 4월 1일 - 정촌제 시행에 의해 기토군 로쿠고촌이 성립하였다.
- 1896년 4월 1일 - 군 개편에 의해 기도군, 사야군이 합병해 오가사군 로쿠고촌이 되었다.
- 1954년 1월 1일 - 호리노우치정, 우치다촌, 가모촌, 요코치촌과 합병해 기쿠가와정이 성립하여, 동일 로쿠고촌은 폐지되었다.